# Jörg-Otto Spiller
Jörg-Otto Spiller (* 14. Mai 1942 in Berlin) ist ein deutscher Politiker (SPD). Er war von 1999 bis 2008 finanzpolitischer Sprecher der SPD-Bundestagsfraktion.

## Ausbildung und Beruf
Nach dem Abitur 1961 am Französischen Gymnasium Berlin absolvierte Spiller ein Studium der Geschichte und Politikwissenschaft an der Freien Universität Berlin und der Universität Tübingen, das er 1966 als Diplom-Politikwissenschaftler beendete. Anschließend war er bis 1973 wissenschaftlicher Assistent am Otto-Suhr-Institut an der FU Berlin. Von 1974 bis 1985 war er in der volkswirtschaftlichen Abteilung der Berliner Bank AG tätig. Spiller ist verheiratet und hat zwei Kinder.

## Politik
Seit 1964 ist Spiller Mitglied der SPD und gehört seit 1970 dem SPD-Kreisvorstand Wedding an. Im damaligen Bezirk Berlin-Wedding war er von 1986 bis 1994 Bezirksbürgermeister. Er gehörte von 1981 bis 1985 dem Abgeordnetenhaus von Berlin an. Von 1994 bis 2009 war er Mitglied des Deutschen Bundestages. Dort gehörte er seit 1999 dem Vorstand der SPD-Bundestagsfraktion an. Von 1999 bis 2008 war er außerdem Sprecher der Fraktionsarbeitsgruppe Finanzen. Spiller ist 1994 und 1998 als direkt gewählter Abgeordneter des Wahlkreises Berlin-Tiergarten – Wedding – Charlottenburg-Nord und danach stets als direkt gewählter Abgeordneter des Wahlkreises Berlin-Mitte in den Bundestag eingezogen. Bei der Bundestagswahl 2005 erreichte er hier 41,9 % der Erststimmen.
Für die Bundestagswahl am 27. September 2009 verzichtete er auf eine erneute Kandidatur, so dass er mit der konstituierenden Sitzung des 17. Deutschen Bundestages am 27. Oktober 2009 aus dem Parlament ausschied.